# Elsholtzieae
Elsholtzieae es una tribu de plantas fanerógamas perteneciente a la familia Lamiaceae. El género tipo es: Elsholtzia Willd. Contiene los siguientes géneros:

## Géneros
- Collinsonia
- Elsholtzia
- Keiskea
- Mosla
- Perilla